# Villar de Ciervo
Villar de Ciervo – gmina w Hiszpanii, w prowincji Salamanka, w Kastylii i León, o powierzchni 56,84 km². W 2011 roku gmina liczyła 297 mieszkańców.